# Kleinkems
Kleinkems ist ein Ortsteil der Gemeinde Efringen-Kirchen im Landkreis Lörrach in Baden-Württemberg. In der Gemarkung von Kleinkems befinden sich die Wüstungen Vollenburg, Felsenmühle und Neuenburg. Kleinkems gehört flächenmäßig zu den drei kleineren Ortsteilen von Efringen-Kirchen und hat die kleinste Einwohnerzahl.

## Lage und Verkehrsanbindung
Kleinkems befindet sich nordwestlich des Kernortes Efringen-Kirchen an der A 5 und ist über die Abfahrt 67 angeschlossen. Nach Süden ist der Ort über die Landesstraße L 137 mit Efringen-Kirchen und dessen Ortsteil Istein verbunden, in Richtung Norden führt die Kreisstraße K 6347 nach Rheinweiler. Im Westen wird die Gemarkung durch den Rheinseitenkanal begrenzt, dem die Grenze zu Frankreich folgt. Jenseits, auf französischer Seite, liegt die elsässische Gemeinde Kembs. Östlich von Kleinkems liegt der Ortsteil Blansingen der Gemeinde Efringen-Kirchen, der nur über eine Gemeindestrasse zu erreichen ist, die den Steilhang überwindet. Direkt nordöstlich des Orts erstreckt sich das 34,0 ha große Naturschutzgebiet Eichholz-Buchholz. Direkt südlich liegt das 24,0 ha große NSG Blansinger Grien und nordwestlich das 70,0 ha große NSG Kapellengrien. Zwischen Kleinkems und Istein erhebt sich das Vorgebirge Isteiner Klotz.

## Geschichte

### Ortsgeschichte
In Kleinkems soll sich das älteste bekannte Bergwerk Deutschlands befinden, eine Abbauhöhle für Jaspisknollen, die in der Jungsteinzeit angelegt wurde. Dort wurde während der Jungsteinzeit (vor allem etwa 4200–4100 v. Chr.) Feuerstein bergbaumäßig abgebaut.
Weitere Einzelfunde und Siedlungsspuren aus der Jungsteinzeit und Bronzezeit sind weniger bedeutend.
Die älteste erhaltene Urkunde die Kleinkems erwähnt, stammt aus dem Jahr 1086. Hier wird für den Ort Kambiz die Schenkung eines Hesso von Üsenberg an das Kloster Sankt Georgen im Schwarzwald aufgeführt.
Die Markgrafen von Hachberg-Sausenberg sind seit Ende des 14. Jahrhunderts als Ortsherren mit Hoch- und Niedergerichtsbarkeit belegt. Der einträglich Rheinzoll gehörte allerdings der Stadt Basel, was immer wieder zu Auseinandersetzungen führte. Bei einem Hochwasser wurde 1422 die Zollstelle zerstört und 1424 linksrheinisch auf der Gemarkung der heute französischen Gemeinde Kembs neu errichtet. Zwischen Kleinkems und Kembs verkehrte eine Fähre. Die Bevölkerung lebte vorwiegend von der Fischerei und der Schifffahrt. 1841 wurden die Gemarkungen von Blansingen und Kleinkems getrennt.
Die Rheinbegradigung veränderte die Gemarkung erheblich.
Während des ersten badischen Aufstandes 1848 marschierte die Deutsche Demokratische Legion von Straßburg ins Obere Elsass und überschritt in der Nacht vom 23. auf den 24. April 1848 den Rhein bei Kleinkems. Von dort marschierten die Freischärler nach Kandern und weiter zum Gefecht bei Dossenbach.
Am 8. November 1848 wurde der Abschnitt Schliengen–Efringen-Kirchen der Bahnstrecke Mannheim–Basel eröffnet, an der der Kleinkems liegt und mit einem eigenen Bahnhof angeschlossen ist.
Die Gemeinde teilte das Schicksal de Markgrafschaft Baden und war immer wieder von den kriegerischen Auseinandersetzung zwischen Habsburgern und Bourbonen betroffen. Nach der napoleonischen Neuordnung Südwestdeutschlands wurde die Verwaltungsgliederung im Großherzogtum Baden neu geordnet und Kleinkems kam 1805 vom Oberamt Rötteln zum neuen Bezirksamt Schliengen und 1810 zum Bezirksamt Kandern. Nach dessen Auflösung 1819 wurde Kleinkems dem Bezirksamt Lörrach zugewiesen.

### Das Zementwerk
Im Gewann Vollenburg, in dem der Steinbruch des späteren Zementwerkes lag, wurden Spuren älteren Bohnerz-Bergbaus gefunden.
Seit 1900 bestand in Kleinkems ein Zementwerk. 1907 gründete der deutsch-brasilianische Zigarrenfabrikant Gerhard Dannemann die Breisgauer Portland-Cementfabrik GmbH, Kleinkems und baute das bisherige Kalkwerk zur Produktion von Portlandzement um. 1924 übernahm die Zürcher E.G. Portland sämtliche Anteile der Gesellschaft. Während des Zweiten Weltkriegs arbeiteten auch ukrainische Zwangsarbeiter in der Zementfabrik 1950 zerstörte ein Brand eine Reihe von Werksgebäuden. Nachdem 1956/57 in Labor- und Mahlanlagen investiert und der Steinbruch erweitert wurde, erfolgten im folgenden Jahrzehnt weitere Investitionen in die Rationalisierung der Produktion, wodurch der Arbeitsaufwand pro Tonne Zement von 1,29 auf 0,51 Stunden reduziert werden konnte. 1966 hatte das Werk eine Jahreskapazität von 400.000 Tonnen. 1967 fasste die E.G. Portland den Beschluss bei Geisingen ein neues Zementwerk zu bauen, da die Rohstoffvorkommen im Raum Kleinkems für die Zukunft als nicht ausreichend beurteilt wurden. Nachdem 1971 dieses Werk fertiggestellt war, kam es 1974/75 zu einem deutlichen Markteinbruch für die E.G. Portland, was 1975 zur Schließung der Klinkerproduktion in Kleinkems führte. Das Kleinkemser Werk verlor die Hälfte der Belegschaft und betrieb mit etwa 125 Mitarbeitern nur noch das Zementmahlwerk weiter. 1992 übernahm die schweizerische Portland-Cementwerk Thayngen AG die Gesellschaft und benannte sie 1993 um in Breisgauer Cement GmbH.
Bereits 1999 erfolgte ein weiterer Eigentümerwechsel zur schweizerischen Holderbank-Gruppe, die sich später Holcim nannte und 2014 mit dem französischen Konzern Lafarge zur LafargeHolcim Ltd. fusionierte. Im Jahr 2000 wurde die Weiler Hupfer GmbH durch die Breisgauer Cement GmbH übernommen, die dann auch ihren Sitz nach Weil verlegte. Per 30. Juni 2001 wurde das Zementwerk in Kleinkems stillgelegt. Die Breisgauer Cement GmbH firmiert nun unter Holcim (Süddeutschland) GmbH und ist Teil der LafargeHolcim Ltd. 2007 wurde ein Teil der Bauten auf dem Werksgelände, das mittlerweile die Gemeindeentwicklungsgesellschaft der Gemeinde Efringen-Kirchen übernommen hatte, abgerissen. Gebäudeteile wurden bis zu deren Insolvenz 2017 durch die Mineralguss Trickes AG genutzt. 2013 verbesserte die Gemeindeentwicklungsgesellschaft die Zufahrt zum Gewerbegebiet auf dem Gelände des Zementwerks. Nach dem Konkurs von Trickes wurde das Gelände geräumt und es wurden ca. 30.000 Quadratmeter Gewerbegrundstücke angeboten.

## Bevölkerung und Religion

### Einwohner
Die Zahl der Einwohner von Kleinkems entwickelte sich wie folgt:
| Jahr | Einwohner |
| ---- | --------- |
| 1852 | 290       |
| 1871 | 280       |
| 1880 | 276       |
| 1890 | 239       |
| 1900 | 220       |
| 1910 | 274       |
| 1925 | 348       |

| Jahr | Einwohner |
| ---- | --------- |
| 1933 | 315       |
| 1939 | 329       |
| 1950 | 370       |
| 1956 | 434       |
| 1961 | 493       |
| 1970 | 541       |
| 2011 | 435       |

| Jahr | Einwohner |
| ---- | --------- |
| 2014 | 443       |
| 2018 | 408       |
| 2019 | 405       |
| 2020 | 460       |
| 2021 | 465       |
| 2022 | 482       |

### Religion

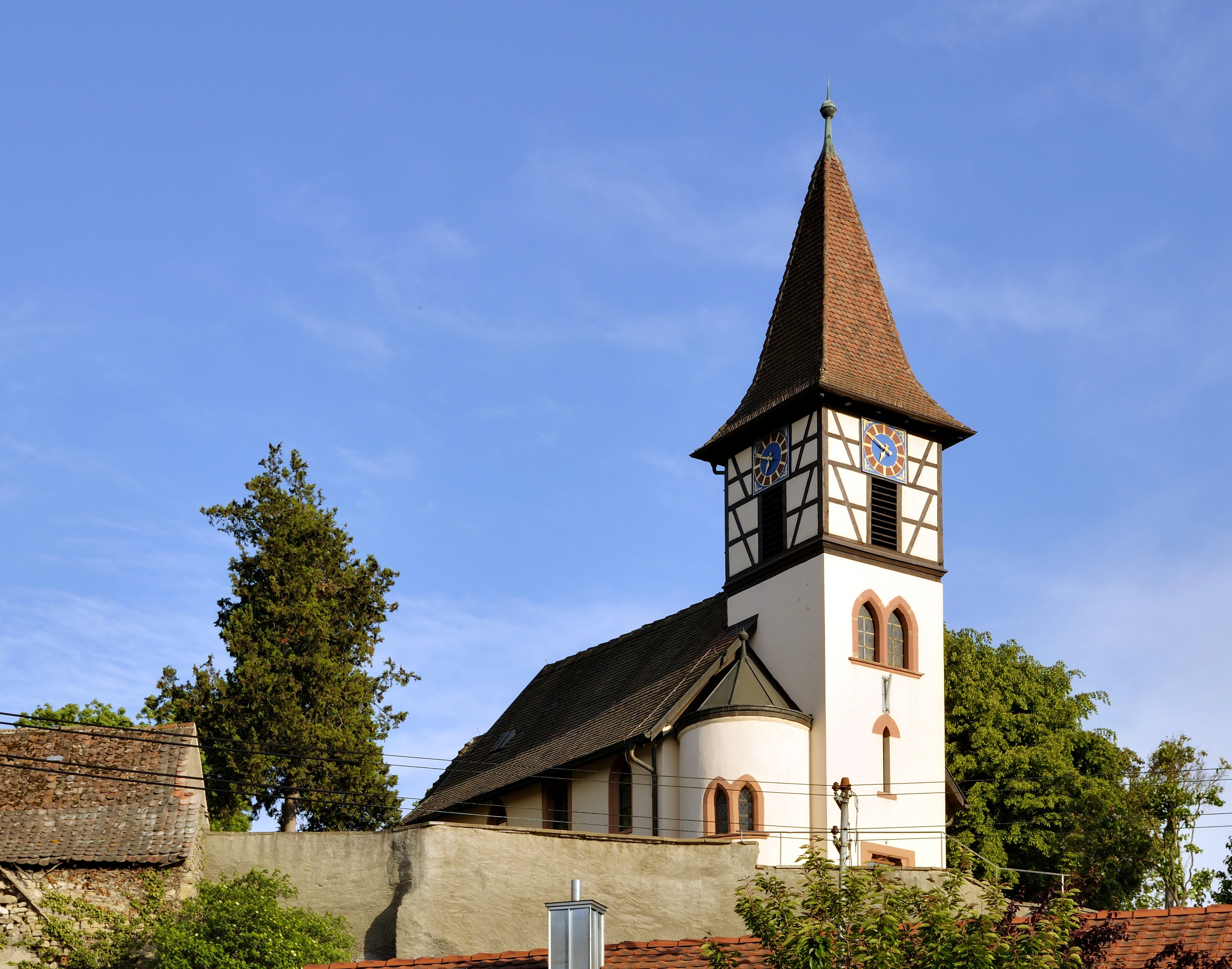
Evangelische Kirche Kleinkems

Aufgrund der historischen Zugehörigkeit zur Markgrafschaft Baden-Durlach in der 1556 die Reformation eingeführt wurde, ist noch immer der weitaus überwiegende Anteil der Bevölkerung evangelisch und gehört zur Kirchengemeinde Blansingen-Welmlingen-Kleinkems. Die Katholiken werden von der Seelsorgeeinheit Kandern-Istein betreut.
Die Zugehörigkeit zu den Religionsgemeinschaften verteilte sich in der Vergangenheit wie folgt:
| Jahr | Religion    | Religion   | Religion |
| Jahr | evangelisch | katholisch | sonstige |
| ---- | ----------- | ---------- | -------- |
| 1858 | 90,4 %      | 9,6 %      | 0,0 %    |
| 1925 | 71,6 %      | 28,2 %     | 0,3 %    |
| 1950 | 68,9 %      | 30,3 %     | 0,8 %    |
| 1961 | 66,3 %      | 30,4 %     | 3,2 %    |
| 1970 | 61,0 %      | 37,9 %     | 1,1 %    |

## Politik

### Eingemeindung
Im Zuge der Gemeindereform in Baden-Württemberg wurde Kleinkems per 1. Oktober 1974  in die neue Großgemeinde Efringen-Kirchen eingegliedert.

### Gemeinderat
Efringen-Kirchen hat seit der Gemeindereform 1974 die unechte Teilortswahl und will diese auch beibehalten. Kleinkems steht gemäß Hauptsatzung ein Sitz im Gemeinderat zu.

### Ortschaftsrat
Der Ort hat einen Ortschaftsrat mit 6 Mitgliedern. Ortsvorsteher ist Jörg Kratz.

### Wappen
„In Blau über einem auf silbernem Wasser schwimmenden schwarzen Fischerkahn (Weidling) eine flammende goldene Sonne.“ Das Wappen wurde erst 1905 verliehen, nimmt aber Motive eines im 19. Jahrhundert verwendeten Dorfsiegels auf.

## Sehenswürdigkeiten
- Die Evangelische Kirche Kleinkems wurde bereits 1086 urkundlich erwähnt.
- Das steinzeitliche Jaspis Bergwerk ist nur gelegentlich (z. B. am Tag des Geotops) zugänglich, da der Aufstieg durch die Bergwacht gesichert werden muss.

## Persönlichkeiten mit Bezug zum Ort
- Karl August Mühlhäußer (1825–1881), Theologe und Politiker
- Anton Hermann Albrecht (1835–1906), evangelischer Theologe und Dichter war 1878 bis 1885 Pfarrer in Kleinkems